# Abasolo, Coahuila
Abasolo är en ort i Mexiko.   Den ligger i kommunen Abasolo och delstaten Coahuila, i den centrala delen av landet, 900 km norr om huvudstaden Mexico City. Abasolo ligger 439 meter över havet och antalet invånare är 1 130.
Terrängen runt Abasolo är platt, och sluttar österut. Runt Abasolo är det glesbefolkat, med 15 invånare per kvadratkilometer. Närmaste större samhälle är San Buenaventura, 17,9 km sydväst om Abasolo. Omgivningarna runt Abasolo är i huvudsak ett öppet busklandskap.